# Qūsheh Tappeh
Qūsheh Tappeh (persiska: قوشه تپّه) är en ort i Iran.   Den ligger i provinsen Golestan, i den norra delen av landet, 500 km nordost om huvudstaden Teheran. Qūsheh Tappeh ligger 320 meter över havet och antalet invånare är 258.
Terrängen runt Qūsheh Tappeh är huvudsakligen kuperad. Qūsheh Tappeh ligger nere i en dal.Runt Qūsheh Tappeh är det ganska glesbefolkat, med 27 invånare per kvadratkilometer. Närmaste större samhälle är Tāzeh Yāb, 18,3 km sydost om Qūsheh Tappeh. Omgivningarna runt Qūsheh Tappeh är i huvudsak ett öppet busklandskap.